# Cryptophlebia socotrensis
Cryptophlebia socotrensis is een vlinder uit de familie bladrollers (Tortricidae). De wetenschappelijke naam voor deze soort is voor het eerst geldig gepubliceerd in 1900 door Walsingham.
De soort komt voor in tropisch Afrika.